# Murupara
Murupara est une ville du district de Whakatane, dans la région de la baie de l'Abondance dans l'île du Nord, en Nouvelle-Zélande.

## Situation
La ville est localisée dans une partie isolée de la région de la Bay of Plenty .
Elle est sur trajet du fleuve Rangitaiki, située entre la forêt de Kaingaroa et le parc national de Te Urewera, sur les berges du fleuve  Rangitaiki, à 65 kilomètres au sud-est de la ville de Rotorua, le long de la route State Highway 38/SH38 (en)  .
Murupara est le terminus de la ligne de chemin de fer de la branche de Murupara (en).

## Activité économique
Sa principale industrie est en relation avec l’exploitation de la forêt.

## Toponymie
Le nom de Murupara signifie "s’extirper de la boue".

## Histoire
Il y a de nombreuses années, Murupara était une étape postale sur la route entre la ville de  Rotorua et la cité de Napier.
Au début des années 1900, la plantation d’arbres exotiques dans la région débuta autour d’une zone de brousse. 
Ce secteur est maintenant connu comme la «forêt de Kaingaroa» avec 1 400 kilomètres carrés de plantations de pins.
La ville sert comme principal centre de service pour les nombreux travailleurs de la forêt et leurs familles.

## Population
Murupara a vu sa population grossir jusqu’à plus de 3000 habitants. 
Mais les changements récents dans le système des contrats concernant la forêt ont entraîné une baisse des résidents permanents.
Les villes de Galatea, Horomanga, Kopuriki, Aniwhenua, Waiohau et Murupara siègent dans les limites de la forêt de Kaingaroa, le  parc national de Te Urewera  et le parc de protection de Whirinaki Te Pua-a-Tāne (en) sont réputés. 
Des éléments d’une histoire ancienne sont évidents autour de Murupara.
Dans des rochers formant abris, à approximativement à 8 kilomètres à l’ouest du centre de la ville, se trouvent des grottes avec des peintures anciennes.
Murupara est considéré comme étant une "Gang Town" mais un rāhui (ban) ou gang-patches fut institué par la tribu iwi locale comme étant porté par le marae et l'école locale  , .

## Personnalités notables
- Bradley Iles (en), golfeur professionnel
- Pem Bird (en), président du parti Maori (en) de 2010 à 2013.
- Willie Ripia (en), joueur de rugby